# Башня Фукуока
Башня Фукуока (яп. 福岡タワ, фукуока тава) — небоскрёб высотой 234 метра, который расположен в районе Момотихама в японском городе Фукуока. Является самым высоким прибрежным зданием Японии. Его строительство завершилось в 1989 году. На это ушло всего 14 месяцев и ¥6 000 000 000 (примерно $50 000 000 по курсу 2015 года). Проект небоскрёба разработала фирма Никкэн Сэккэй.

## Описание
Является частью набережной Сисайдо Момотэ, которая построена как площадка для Азиатско-Тихоокеанской выставки 1989 года, проходившей по случаю празднования сотой годовщины провозглашения Фукуоки городом. У подножия башни, на побережье залива Хаката раскинулся искусственный пляж, а вдоль него — парк Момотихама.
Башня Фукуока состоит из пяти этажей. На первом размещены магазины, на втором — зал для различных целей, а с третьего по пятый — три смотровые площадки: первая — на высоте 116 м, вторая — ресторан на высоте 120 м, третья — 123 м над поверхностью земли. Со смотровых площадок посетители могут увидеть круговую панораму города Фукуока и залива Хаката, а в ясный день — весь путь до города Дадзайфу.
На протяжении всего года проводятся разнообразные световые шоу, среди них тематические и приуроченные к таким праздникам, как, например, Рождество и Танабата.
Здание представляет собой треугольник в сечении, а поверхность покрывают 8 000 полузеркал. За это башня Фукуока получила неофициальное название «Зеркальный парус». Вес подземной части — 25 000 тонн, хотя для надземной части этот показатель составляет лишь 3500 тонн.
По проекту башня должна выдерживать землетрясения силой до 7 баллов по шкале Рихтера и ветер скоростью до 65 м/сек. Сильнейшее землетрясение, зафиксированное в этом районе, было силой в 6 баллов, а самый сильный ветер был скоростью 49 м/с.